# Un besito más
Un besito más è il quarto album in studio del duo musicale messicano Jesse & Joy, pubblicato nel 2015.
Durante i Grammy Awards 2017 viene premiato come miglior album di pop latino.

## Tracce
1. Qué pena me da – 3:17
2. Ecos de amor – 3:35
3. No soy una de esas (featuring Alejandro Sanz) – 3:30
4. Me soltaste – 3:49
5. 3 A.M. (featuring Tommy Torres) – 3:19
6. ¡Ay doctor! – 3:24
7. Muero de amor – 3:58
8. Dime que no – 4:10
9. More Than Amigos – 3:25
10. Un besito más (featuring Juan Luis Guerra) – 3:12
11. Dueles – 4:07
12. Quiéreme despacito – 3:46
13. El malo – 3:51